# Шалиб
Шалиб — село в Чародинском районе Республики Дагестан. 
Образует сельское поселение село Шалиб, как единственный населённый пункт в его составе.

## Население
| 1869 | 1888 | 1895 | 1926 | 1939 | 1959 | 1970 |
| ---- | ---- | ---- | ---- | ---- | ---- | ---- |
| 1084 | ↘464 | ↗501 | ↘454 | ↗532 | ↘385 | ↗426 |
| 1989 | 2002 | 2010 | 2012 | 2013 | 2014 | 2015 |
| ↘182 | ↘145 | ↗169 | ↘161 | →161 | ↗170 | ↗172 |
| 2016 | 2017 | 2018 | 2019 | 2020 | 2021 | 2023 |
| ↗185 | ↘177 | ↗180 | ↘176 | ↗183 | ↗206 | ↗207 |
| 2024 | 2025 |      |      |      |      |      |
| ↗235 | →235 |      |      |      |      |      |

Жители лакцы. В прошлое входило в состав Казикумухского ханства. В селе была красивейшая мечеть. В 1840-х вошло в состав Имамат Шамиля. В 1850 году разорено Аргутинским. После распада Имамата вновь вошла в состав Казикумухского ханства преобразованного в 1860 году в Казикумухский округ. 
Согласно архивному документу 1888 года, жители Шалиб принадлежат к аварцам и родным языком для них является аварский.